# Aclypea turkestanica
Aclypea turkestanica es una especie de escarabajo del género Aclypea, familia Silphidae. Fue descrita científicamente por Ballion en 1871.
Especie ampliamente distribuida en Asia Central, en China, Afganistán, Kazajistán, Tayikistán, Kirguistán, Turkmenistán, Irán y Uzbekistán.